# Personaggi de La mummia
Di seguito è riportato un elenco selezionato di personaggi che sono apparsi nella serie di film La mummia.

## Personaggi introdotti inLa mummia

### Rick O'Connell

Evelyn Carnahan (Rachel Weisz) e Rick O'Connell (Brendan Fraser) nel secondo film.

Rick O'Connell, interpretato da Brendan Fraser, è il protagonista della serie. 
All'inizio de La mummia, Rick è un avventuriero americano, veterano pluridecorato della prima guerra mondiale, ex capitano della Legione straniera francese, insieme alla quale raggiunge l'antica città di Hamunaptra, prima di venire attaccati e sconfitti da un esercito di nomadi del deserto. Viene poi incarcerato per aver disertato. Pur di salvarsi dalla condanna a morte, Rick si allea con Evelyn e Jonathan Carnahan e accetta di condurre i due ad Hamunaptra, dove Evelyn risveglia accidentalmente Imhotep e scatena le dieci piaghe d'Egitto, legate al suo risveglio. Dopo un lungo scontro, Rick, Evelyn, Jonathan e Ardeth Bey, sconfiggono il nemico.
In La mummia - Il ritorno, Rick è felicemente sposato con Evelyn e i due hanno avuto un figlio, Alex, che accidentalmente indossa il bracciale di Anubi. Rick e i suoi compagni hanno sette giorni per raggiungere l'oasi di Ahm Shere per impedire che Alex venga ucciso dal bracciale e che il Re Scorpione insieme alla sua armata vengano risvegliati. Sarà Rick ad uccidere il Re tramite la Lancia di Osiride.
Prima degli eventi ne La mummia - La tomba dell'Imperatore Dragone, Rick ed Evelyn lavorano come spie durante la seconda guerra mondiale. Dopo la guerra, i due sono molto annoiati e perciò decidono di accettare un'ultima missione: scortare un prezioso manufatto fino al museo di Shanghai, l'Occhio di Shangrila. A Shanghai, viene riportato in vita l'Imperatore Dragone. Rick, insieme alla sua famiglia riesce infine a sconfiggere l'Imperatore grazie ad un pugnale maledetto.

### Evelyn Carnahan
Evelyn Carnahan, interpretata da Rachel Weisz in La mummia e La mummia - Il ritorno e da Maria Bello in La mummia - La tomba dell'Imperatore Dragone, è la protagonista femminile della serie.
Evelyn, conosciuta anche come Evy, è un'egittologa intelligente ma goffa che lavora come bibliotecaria nel Museo di antichità egiziane del Cairo. Sempre nel primo film, insieme al fratello Jonathan e all'americano Rick O'Connell, si reca nella città proibita di Hamunaptra, dove spera di recuperare un libro antico e raro, il libro di Amun-Ra. Nella città, però, Evelyn legge una pagina del Libro dei morti, resuscitando involontariamente Imhotep e liberando le dieci piaghe d'Egitto. Imhotep sceglie la donna come mezzo per resuscitare la sua amante Anck-su-namun. Viene salvata poi da Rick, del quale si innamora profondamente. Evy mostra poca bravura di combattimento ma molto coraggio, come quando spara a un Medjai con il fucile di Rick e difendendosi da Anck-su-namun. Dopo essere salvata da Rick, legge una pagina del libro di Amun-Ra, rendendo Imhotep mortale, che viene accoltellato allo stomaco da Rick e finisce per morire di nuovo. La madre di lei e di suo fratello era egiziana, il che la rende metà egiziana e metà inglese. I suoi genitori, esploratori di fama mondiale, sono stati i benefattori del Museo dove lavora all'inizio del film.
In La mummia - Il ritorno, Evelyn è felicemente sposata con Rick ed è madre di Alex. Imhotep viene risvegliato da un culto egiziano per poter sconfiggere il Re Scorpione e prenderne i poteri. Evelyn, insieme a Rick, Jonathan e Ardeth Bey, si reca alla ricerca del figlio, rapito da Imothep, e contemporaneamente scopre di essere la reincarnazione di Nefertiri, figlia del faraone Seti I. Evelyn viene uccisa da Anck-Su-Namun, per poi essere resuscitata da Jonathan e da Alex.
Prima degli eventi ne La mummia - La tomba dell'Imperatore Dragone, Rick ed Evelyn lavorano come spie durante la seconda guerra mondiale. Dopo la guerra i due accettano come ultima missione di scortare un prezioso manufatto fino al museo di Shanghai, l'Occhio di Shangrila. A Shanghai viene risvegliato l'imperatore Dragone, poi sconfitto dalla famiglia O'Connell.

### Jonathan Carnahan
Jonathan Carnahan, interpretato da John Hannah, è il fratello maggiore di Evelyn. 
All'inizio de La mummia, Jonathan e sua sorella sono alla ricerca di Hamunaptra, la Città dei Morti. È un missionario e ladro di notevole abilità con una certa conoscenza della lettura egizia ma non è molto atletico. È probabilmente il maggior portatore di sollievo comico nel film, grazie al suo desiderio di tesori e al suo comportamento irrefrenabile. È meno abile a combattere, guidare e negoziare rispetto a Rick, ma ha alcune abilità nel tiro a segno. Apparentemente facile al panico e alla fuga, dimostra un inaspettato coraggio e una certa furbizia in diverse occasioni. È lui a rubare la chiave egiziana con la mappa a Rick O' Connell. Jonathan aiuterà Rick e sua sorella a sconfiggere il sacerdote Imhotep, riportato accidentalmente in vita da Evelyn. Durante la battaglia finale, prende il controllo delle guardie di Imhotep e le usa per uccidere Anck-su-namun.
In La mummia - Il ritorno, Jonathan aiuta Rick e sua sorella a sconfiggere nuovamente Imhotep, riportato in vita dai seguaci di un culto egiziano per poter sconfiggere il Re Scorpione, e salvare il nipote Alex. Rivela che nell'Oasi di Ahm Shere era venuto in possesso di un bastone d'oro, che più avanti si rivela essere la Lancia di Osiride. Alla fine riesce ad entrare in possesso di un enorme diamante piazzato sulla cima della piramide di Ahm Shere. 
Ne La mummia - La tomba dell'Imperatore Dragone, Jonathan si è trasferito a Shanghai, dove è il proprietario di un bar di successo chiamato "Imhotep", riferimento al sacerdote egiziano antagonista dei precedenti episodi. Aiuterà sua sorella e Rick a sconfiggere l'Imperatore Dragone. Alla fine del film, Jonathan si reca in Perù con l'Occhio di Shangrila proprio quando vengono rinvenute delle mummie antiche.

### Ardeth Bay
Ardeth Bay, interpretato da Oded Fehr, è membro dei Medjai, i discendenti delle guardie del corpo del faraone, un gruppo che ha vegliato e custodito Hamunaptra per millenni per impedire la risurrezione di Imhotep, uccidendo o spaventando tutti coloro che l'avessero trovata o avvicinata.
Nonostante gli sforzi di prevenirlo, un gruppo di archeologi riporta accidentalmente in vita Imhotep e Ardeth Bay si allea quindi con Rick, Evelyn e Jonathan, che riescono alla fine a sconfiggere la mummia.
Ne La mummia - Il ritorno, Ardeth Bey si unisce nuovamente agli O'Connel contro Imothep, risvegliato da un culto egiziano. Quando l'esercito del Re Scorpione si risveglia, Ardeth Bay conduce i Medjai radunati in grande e potente esercito contro i guerrieri di Anubi per fermarli. Sebbene lo scontro veda i Medjai vincitori, Ardeth vede in lontananza il vero esercito di Anubi, il cui numero è incredibilmente superiore. I Medjai, allora, si preparano a combattere fino alla morte, ma vincono la battaglia dopo che il Re Scorpione viene ucciso da Rick e ricondotto nel mondo dei morti.

### Imhotep
Imhotep, interpretato da Arnold Vosloo, è l'antagonista principale dei primo film e della serie animata, e uno dei due antagonisti principali del secondo film. Nel 1290 a.C., Imhotep era sommo sacerdote di Osiride sotto il dominio del faraone Seti I. Iniziò una relazione con l'amante del faraone Seti, Anck-su-Namun. I due uccisero il faraone dopo essere stati scoperti insieme. L'omicidio venne scoperto dalle guardie e Anck-su-Namun si suicidò con l'intenzione di farsi poi resuscitare da Imhotep. Imhotep trafugò il corpo dell'amata e lo portò a Hamunaptra per resuscitarla, ma venne fermato dalle guardie e catturato insieme ai suoi sacerdoti, che furono mummificati vivi. Imhotep fu punito con la Maledizione del Hom Dai, un rituale che oltre alla mummificazione da vivo e al vedere il proprio sarcofago riempito di scarabei carnivori, prevede la dannazione eterna. Imhotep fu quindi reso un demonio non morto e la sua sepoltura venne custodita per i millenni seguenti dai Medjai.
Tremila anni dopo, durante uno scavo archeologico, Imhotep viene accidentalmente risvegliato da Evelyn. Dopo aver rigenerato il suo corpo usando la carne e gli organi dei ladri che erano stati presenti all'apertura della cassa contenente i suoi organi (nei loro vasi canopi), inizia a resuscitare di nuovo Anck-su-namun, questa volta usando Evelyn come sacrificio. Alla fine, Imhotep viene sconfitto quando la sua immortalità viene annullata dal Libro di Amun-Ra e viene trafitto da una scimitarra. Mentre ritorna nella sua forma mummificata e cade nella pozza dalla quale ha evocato l'anima di Anck-su-namun, recita la frase che aveva precedentemente annotato graffiando con le unghie il suo sarcofago: La morte è soltanto il principio.
Nel secondo film, Imhotep viene resuscitato e liberato dalla resina in cui è stato intrappolato alla fine del primo film. Procede alla ricerca del braccialetto di Anubi, che è la chiave per trovare l'antro del Re Scorpione. Il Re Scorpione è un antico guerriero il cui potere è ricercato da Imhotep. Dopo aver trovato il braccialetto sul braccio di Alex O'Connell, Imhotep cattura il ragazzo e lo usa per trovare l'antro del Re Scorpione.
Una volta che Imhotep raggiunge l'antro, viene privato dei suoi poteri. Quando il Re Scorpione risponde alle convocazioni di Imhotep, quest'ultimo lo inganna per attaccare Rick O'Connell. Quando Rick uccide il Re Scorpione, rimandando lui e il suo esercito negli Inferi, il tempio inizia a crollare. Rick e Imhotep quasi cadono in un abisso che conduce agli inferi e si aggrappano alla sporgenza. Mentre Rick viene salvato da Evelyn, Anck-su-namun abbandona Imhotep al suo destino. Col cuore distrutto dal tradimento dell'amata, Imhotep decide di lasciarsi cadere nell'abisso.
I suoi poteri includono la rigenerazione del suo corpo dalle ferite, la trasformazione in sabbia e il controllo dell'acqua, delle sabbie del deserto e degli oggetti. Durante la prima parte del primo film, Imhotep mostra una forte paura dei comuni gatti domestici. Ardeth Bey e il superiore di Evelyn spiegano che Imhotep li avrebbe temuti fino a quando non si sarebbe completamente rigenerato, essendo i gatti associati ai guardiani degli inferi nella mitologia egizia.

### Anck-su-Namun
Anck-su-Namun, interpretata da Patricia Velásquez, è l'antagonista minore del primo film, e poi antagonista secondaria del secondo film. È l'amante del faraone Seti I, che tradisce per il sacerdote Imhotep.
Il suo nome si ispira a quello di Ankhesenamon (ˁnḫ-s-n-imn, "La sua vita è di Amun"), regina della XVIII dinastia dell'Egitto, in quanto consorte del faraone Tutankhamon.
Non si preoccupa di infrangere le regole per ottenere ciò che vuole. Anck-Su-Namun, nonostante la sua bellezza, è altezzosa e sprezzante, ma ama appassionatamente Imhotep. Attraverso la sua forma risorta, Meela Nais, Anck-su-Namun mostra molti dei suoi tratti antichi, vale a dire i suoi modi altezzosi, quasi vanitosi e la sua insensibilità verso gli altri, tranne Imhotep. Questa insensibilità cresce fino a diventare totale crudeltà e cattiveria verso coloro che dissentono da lei.
Anck-su-Namun ebbe una profonda rivalità con la principessa Nefertiri, figlia del faraone. Uccise insieme a Imhotep il sovrano, per poi suicidarsi all'inizio de La mummia, dopo che venne scoperta la sua relazione con Imhotep, confidando che Imhotep l'avrebbe potuta resuscitare in modo da continuare la loro relazione. Il tentativo venne però sventato dai guardiani del faraone.
Anck-su-Namun appare in La mummia, resuscitata da Imhotep e dai suoi sacerdoti e cerca di uccidere Evelyn per tornare completamente viva dopo che la sua anima è entrata nel suo corpo mummificato. Tuttavia, Jonathan prende il comando delle mummie delle guardie del corpo di Seti e ordina loro di pugnalare e uccidere Anck-su-Namun nella sequenza culminante del combattimento.
Nel secondo film, Anck-su-Namun si rivela essersi reincarnata in una donna di nome Meela Nais, sua sosia, che insieme ai seguaci di una setta egizia, resuscita Imhotep. Dopo aver liberato il sacerdote, consente a quest'ultimo di ricongiungerla all'anima della sua vita passata nel suo corpo per divenire Anck-su-Namun, riguadagnando i suoi ricordi.
Sapendo che Evelyn è la reincarnazione di Nefertiri, Anck-su-Namun riesce a ucciderla, ma quest'ultima viene resuscitata da suo figlio Alex mentre Jonathan distrae Anck-su-Namun. Dopo la risurrezione, Evelyn combatte Anck-su-Namun, costringendola a scappare. Anck-su-Namun abbandona poi l'amato Imhotep al suo destino, per poi cadere in una fossa di scarabei carnivori.

### Beni Gabor
Beni Gabor, interpretato da Kevin J. O'Connor, è l'antagonista secondario del primo film, un giovane arruolato nella Legione straniera francese che faceva parte della stessa unità di Rick O'Connell, la quale attraversò la Libia e l'Egitto per trovare Hamunaptra. Durante un travolgente attacco da parte di un esercito di nomadi del deserto, fu l'unico oltre a Rick a sopravvivere all'attacco, rifugiandosi vigliaccamente in un edificio della città.
Tre anni dopo, conduce un gruppo di americani ad Hamunaptra, incontrando anche Rick di nuovo nella sua spedizione. A Hamunaptra incontra Imhotep, che decide di renderlo suo servitore. I due stringono così un patto, se Beni l'avesse aiutato Imhotep l'avrebbe risparmiato e l'avrebbe generosamente ricompensato con grandi ricchezze. Beni accetta e lo aiuta a rintracciare le vittime di Imhotep al Cairo dove Imhotep le elimina una ad una rigenerandosi. Una volta che Imhotep è completamente rigenerato e acquisisce tutto ciò di cui ha bisogno, libera Beni dal suo servizio e gli consente di prendere tutto ciò che desidera dalla stanza del tesoro come ricompensa. Alla fine del film, Beni scatena per caso un'antica trappola, finendo rinchiuso nella stanza del tesoro dove uno sciame di scarabei carnivori lo divora.

### Terence Bey
Il dottor Terence Bey, interpretato da Erick Avari, è un egittologo, supervisore bibliotecario di Evelyn e membro di una società segreta giurata per impedire la risurrezione del sacerdote Imhotep. Mentre fugge dal Museo del Cairo insieme ai protagonisti, si sacrifica in modo che Rick, Ardeth e Jonathan possano scappare per trovare e salvare Evelyn e sconfiggere Imhotep.

### Gad Hassan
Gad Hassan, interpretato da Omid Djalili, era il guardiano della prigione del Cairo, dove Rick O'Connell doveva essere impiccato. Viene corrotto da Evelyn e da Jonathan per liberare O'Connell con la promessa del 25% dei profitti della spedizione per Hamunaptra. Si unisce alla spedizione con l'intento di proteggere il suo investimento. Non appena la spedizione raggiunge la Città dei Morti, l'avidità di Hassan prende il sopravvento e vaga da solo alla ricerca di oggetti di valore da prendere. Tra le rovine si imbatte in un murale con quelli che sembrano gioielli scolpiti a forma di scarabei. Nella sua preoccupazione di strappare i gioielli, non riesce a notare che uno scivola dalla sua borsa e cade a terra. Il gioiello si apre per rivelare uno scarabeo carnivoro che si nasconde nella sua scarpa e inizia a divorare il suo corpo mentre Hassan urla in agonia. Lui strappa il maglione per fermare l'insetto, ma fallisce e lo scarabeo entra nel suo cervello. Nella sua agonia, si lancia urlando e sbattendo contro una solida parete di roccia, morendo all'istante.

### Allen Chamberlain
Il dottor Allen Chamberlain, interpretato da Jonathan Hyde, è un egittologo britannico che viaggia con un trio di americani, guidati da Beni, per raggiungere Hamunaptra.
Il dottor Chamberlain si presenta come il più prudente nel suo gruppo, essendo a conoscenza delle maledizioni che circondavano la Città dei Morti. È presente all'apertura della scatola contenente il Libro dei Morti, finendo quindi soggetto alla maledizione che comporta. Il dottor Chamberlain torna al Cairo con i compagni, per poi separarsi dal resto del gruppo. Mentre cerca di fuggire dalla città con il Libro dei Morti, si imbatte in Imhotep, che lo uccide e assimila i suoi organi e liquidi vitali.

### Bernard Burns
Bernard Burns, interpretato da Tuc Watkins, è uno dei tre cacciatori di tesori americani che si recano nella Città dei Morti. Burns è un abile pistolero e ha una pistola M1911. È presente all'apertura del forziere contenente il Libro dei Morti, e per questo è vittima della maledizione che lo sigillava. Burns si imbatte nel tempio in Imhotep, che lo priva dei suoi occhi e della sua lingua, ma viene salvato dai Medjai prima che la mummia possa finirlo. Burns, ormai invalido, arriva al Cairo, dove la mummia, guidata da Beni, gli fa visita nella sua stanza d'albergo con la scusa di acquistare il vaso canopico che è in suo possesso, ma con l'intento di finire di consumare la maledizione, uccidendolo.

### Isaac Henderson
Isaac Henderson, interpretato da Stephen Dunham, è uno dei tre cacciatori di tesori americani che si recano nella Città dei Morti. È in possesso di una rivoltella Colt Single Action Army. Henderson era uno dei presenti quando fu aperto il forziere contenente il Libro dei Morti. Fugge da Hamunaptra con gli altri e raggiunge il Cairo, dove, mentre sorveglia la stanza di Evelyn, viene attaccato e prosciugato dei fluidi corporei da Imhotep. È il terzo degli americani a morire.

### David Daniels
David Daniels, interpretato da Corey Johnson, è uno dei tre avventurieri americani. Usa due revolver M1917 stile akimbo, e ha l'abitudine di indossare la giacca solamente a metà. Daniels era presente anch'egli all'apertura del forziere contenente il Libro dei Morti. Al Cairo, Daniels viene tirato fuori dal retro della macchina e circondato dai cittadini controllati mentalmente da Imhotep, dal quale viene ucciso.

## Personaggi introdotti inLa mummia - Il ritorno

### Alex O'Connell
Alexander "Alex" Rupert O'Connell, interpretato da Freddie Boath in La mummia - Il ritorno e da Luke Ford in La mummia - La tomba dell'Imperatore, è il figlio di Evelyn e Rick O'Connell.
In La mummia - Il ritorno, Alex si presenta come un bambino curioso che molto spesso si caccia nei guai. Accidentalmente, Alex indossa il bracciale di Anubi, che gli dà una visione dell'oasi di Ahm Shere. Dall'inizio dell'anno dello Scorpione, Alex ha sette giorni per raggiungere l'oasi o il bracciale lo ucciderà l'ottavo giorno quando i raggi del sole avranno colpito la piramide; a quel punto il Re Scorpione e il suo esercito saranno risvegliati. Rapito da Imhotep, Alex mentre è in viaggio con Imhotep si attira l'antipatia di Lock-Nah in quanto tende a prenderlo in giro in più di un'occasione. Lock-Na gli giura minacciosamente che nel momento in cui non avranno più bisogno di lui sarà un piacere per lui ucciderlo. Alex riesce a raggiungere l'oasi in tempo, per poi assistere alla disfatta della mummia e del Re Scorpione per mano di suo padre.
Ne La mummia - La tomba dell'Imperatore Dragone, Alex, diventato adulto, scopre la tomba dell'Imperatore Dragone, ma il paleontologo Wilson lo tradisce e, alleatosi con il Generale Yang, riporta in vita l'imperatore. Alex, insieme al resto della sua famiglia, affronta l'imperatore, riuscendo infine ad eliminarlo grazie ad un pugnale maledetto. Durante il film, inoltre, Alex si innamora di Lin, figlia di Zijuan.

### Izzy
Izzy, interpretato da Shaun Parkes, è un vecchio amico di Rick O'Connell e un pilota part-time. Izzy a causa delle esperienze passate con Rick è diventato paranoico poiché ogni volta che lo ha aiutato tutti quelli che volevano uccidere Rick hanno sempre finito per sparare addosso anche a lui perciò ha tagliato i ponti con l'amico per non farsi coinvolgere in altre situazioni come quelle. Anni dopo Rick lo rintraccia e Izzy non volendo avere a che fare nuovamente col vecchio amico rifiuta di aiutarlo ma quando Rick gli spiega che suo figlio è stato rapito da una setta di fanatici cultisti che idolatra Imhotep cambia idea e decide di aiutarlo e condurli ad Ahm Shere a bordo di un dirigibile in cambio di uno scettro d'oro di cui Jonathan si era impadronito. Giunti ad Ahm Shere il dirigibile viene abbattuto da un'onda acquatica creata dalla magia di Imhotep e il gruppo si schianta nella giungla di Ahm Shere. Durante il parapiglia Jonathan si riprende lo scettro e il gruppo lascia Izzy a riparare il dirigibile nella giungla. Dopo la sconfitta del Re Scorpione e di Imhotep e di Anck-Su-Namun la piramide d'oro del Re Scorpione rischia di essere inghiottita dal deserto con il resto dell'Oasi insieme a Rick e alla sua famiglia tuttavia Izzy riparato il dirigibile giunge in loro soccorso salvandoli in tempo prima che tutti vengano risucchiati riuscendo grazie a Jonathan a portare via con loro il grosso diamante dalla cima della piramide prima che scompaia. Successivamente dopo essersi messi in salvo Izzy pretende metà del diamante avendo scoperto che Jonathan si era ripreso lo scettro d'oro che si era rivelato una lancia magica che Rick aveva usato per uccidere il Re Scorpione ma Jonathan rifiuta di cedere la gemma tenendola per sè per rifarsi della perdita della lancia magica costringendo Izzy ad accontentarsi dei soldi datagli precedentemente da Rick.

### Mathayus il Re Scorpione
Mathayus, noto anche come il Re Scorpione, interpretato da Dwayne Johnson, è uno dei due antagonisti principali del secondo film, nonché il protagonista dell'omonima serie spin-off.
Il Re Scorpione, il cui nome è Mathayus, un tempo era un uomo generoso, leale e coraggioso, in quanto combattete contro il perfido re Memnone per vendicare il fratello ucciso dal tirannico sovrano. Si innamorò di Cassandra, una giovane maga indovina dotata di grandi poteri magici e capacità di vedere il futuro. Mathayus con l'aiuto dei suoi amici e alleati uccise Memnone e si sposò con Cassandra diventando il famoso Re Scorpione e rimase un buon sovrano fino a quando Cassandra e i suoi amici non morirono a causa di una terribile malattia. Perdendo tutto ciò che amava, Mathayus decise di partire alla conquista di nuove terre per creare un grande impero. Radunato un potente esercito, partì per conquistare il mondo conosciuto. Dopo aver conquistato gran parte dell'Egitto, l'avanzata del Re Scorpione fu fermata nella città di Tebe. Dopo una disastrosa ritirata, nella quale il resto del suo esercito venne distrutto dalle fatiche nel deserto, il sovrano strinse un accordo con Anubi, in base al quale avrebbe donato la sua anima e realizzato un grande tempio per lui ovvero una piramide d'oro puro, se lo avesse aiutato a sconfiggere i suoi nemici. Anubi accettò la sua offerta e lo salvò creando un'oasi in mezzo al deserto munendo l'oasi di fonti d'acqua che il sovrano usò per riprendersi dallo sfinimento. Dopo che il sovrano realizzò il tempio nell'oasi di Ahm Shere, Anubi mantenne la promessa, conferendo al re un potente esercito di demoni sciacallo chiamato Armata di Anubi che distrussero ogni cosa che incontrarono. Tuttavia Anubi vedendo che Re Scorpione stava devastando in modo incontrollato ogni luogo capendo che sarebbe stato un pericolo per il mondo reclamò anticipatamente l'anima del sovrano e lo condannò a servirlo per sempre.
Nel corso dei secoli, la posizione e il luogo di riposo del Re Scorpione si persero nella storia, ma si tramandò la leggenda secondo la quale, se risvegliato, avrebbe guidato la sua armata di guerrieri ancora una volta. L'unico modo per prendere il controllo della sua armata, sarebbe stato ucciderlo in battaglia.
Dopo essere stato richiamato da Imhotep, che desiderava privarlo dell'armata di Anubi, Rick lo sconfisse infine con la Lancia di Osiride, ordinandogli di tornare negli inferi insieme alla sua armata. Mathayus fu liberato così dalla maledizione e si riunì nell'aldilà con Cassandra trovando finalmente pace.

### Red Willits
Red Willits, interpretato da Bruce Byron, è il capo dei tre ladri ingaggiati da Baltus Hafez, divenuto la guida del culto egizio che cerca di resuscitare Imhotep. A Red e alla sua banda viene ordinato di recuperare il Bracciale di Anubi, missione nella quale fallirono. Alla banda viene quindi ordinato di recuperare una cassa, che si rivela essere la stessa che causò la morte di Burns, Chamberlin, Henderson e Daniels nel primo film. Dopo un disaccordo sul pagamento, Meela blocca i tre ladri in un vagone del treno e li induce ad aprire la cassa, per poi venire uccisi da Imhotep.

### Baltus Hafez
Baltus Hafez, interpretato da Alun Armstrong, è il curatore del British Museum a Londra. È la guida di un culto segreto che adora Imhotep. È stato Hafez ad aver trovato Anck-Su-Namun reincarnata in Meela Nais e ad aver finanziato lo scavo di Hamunaptra e recuperato il corpo di Imhotep, poi resuscitato grazie al Libro dei Morti. Hafez viene infine ucciso dal Re Scorpione.

### Lock-Nah
Lock-Nah, interpretato da Adewale Akinnuoye-Agbaje, è la minacciosa e violenta guardia del corpo di Meela Nais e membro del culto di Imhotep guidato da Baltus Hafez. Rapisce Alex su ordine di Imhotep in quanto il bambino avendo sul proprio polso il Bracciale di Anubi funge da mappa per trovare L'Oasi di Ahm Shere. Imhotep affida successivamente Alex a Loch-Nah ordinandogli di sorvegliarlo ed evitare che scappi ma avverte l'uomo che al bambino non deve essere fatto alcun male se osasse fare del male ad Alex lo ucciderà. Durante questo periodo Alex godendo del fatto che Loch-Nah non può fargli nulla lo tormenta in vari modi mandando l'uomo all'esasperazione e Loch-Nah avverte il bambino che nell'esatto momento in cui Imhotep non avrà più bisogno di lui lo ucciderà con gran piacere. Giunti ad Ahm Shere volendosi vendicare di Alex approfittando dell'attacco dei Pigmei decide disobbedire agli ordini di Imhotep e tenta di uccidere Alex e dopo aver messo il bambino all'angolo tenta di ucciderlo ma viene fermato da Rick che riesce a intervenire e salvare il figlio e successivamente Loch-Nah viene ucciso dal suo peggior nemico Ardeth Bay.

### Meela Nais
Meela Nais è la reincarnazione di Anck-Su-Namun, una concubina del faraone Seti I, che si unì ad un culto il cui intento era quello di resuscitare Imhotep e conquistare il mondo.

## Personaggi introdotti inLa mummia - La tomba dell'Imperatore Dragone

### Imperatore Dragone
Qin Shi Huang, noto anche come l'Imperatore Dragone, interpretato da Jet Li, è l'antagonista principale del terzo film. Sovrano malvagio, spietato e ambizioso, brama l'immortalità, e per ottenerla si rivolge alla strega Zi Yuan, mandando il fidato generale Ming Guo, a cui ordina di non toccare Zi Yuan, dal momento che desidera renderla la sua regina. Tuttavia, Zi Yuan e Ming Guo si innamorano. Dopo aver donato all'imperatore l'immortalità, Zi Yuan chiede al sovrano di permetterle di unirsi a Ming Guo. Per tutta risposta il sovrano fa giustiziare il generale e colpisce la donna, una volta che questa si rifiuta di divenire la sua regina. Zi Yuan maledice l'imperatore, trasformandolo insieme al suo esercito in una statua di terracotta. Il corpo dell'imperatore viene rinvenuto millenni dopo da Alex O'Connell e collocato in un museo, dove viene rianimato attraverso l'intervento del generale Yang. Una volta rianimato domanda a Yang perché lo ha risvegliato incuriosito dal motivo che lo ha spinto a fare una cosa come quella e Yang risponde che vuole che l'Imperatore reclami la Cina e torni a esserne il sovrano riportando la nazione alla sua antica gloria e di poter essere il suo fidato generale per condurre la sua conquista e l'Imperatore accetta, con l'aiuto di Yang riesce a trovare Shangri-La, dove completa la sua immortalità e ottiene poteri mutevoli. Rapisce quindi Lin, la figlia di Zi Yuan, e si reca sul luogo dove è stato ritrovato, dove resuscita il suo esercito di terracotta e annuncia il suo intento di riprendersi la Cina e poi espandere il suo dominio sull'intero pianeta venendo osannato dai suoi seguaci. L'Imperatore con il suo esercito ormai pronto si prepara a mettere in atto il suo piano di dominio ma contro ogni aspettativa Zi Yuan resuscita il genarale Ming e tutti i nemici dell'Imperatore che desiderosi di vendetta contro il tiranno si uniscono alla guida di Ming insieme a Rick ed Evelyn per fermalo. Durante la lotta l'Imperatore uccide Zi Yuan. Alla fine, viene ucciso venendo pugnalato al cuore da Rick e Alex O'Connell. Possedeva il controllo sui Cinque Elementi Cinesi (fuoco, acqua, terra, legno e metallo), mutevolezza e invulnerabilità.

### Lin
Lin, interpretata da Isabella Leong, è la figlia di Zi Yuan e del generale Ming Guo e protettrice della tomba dell'Imperatore Dragone, nonché l'interesse amoroso di Alex O'Connell. Nata dopo la morte del padre 2000 anni prima, Lin viene cresciuta a Shangri-La e rimane giovane e immortale grazie all'azione della sua acqua. Cerca di impedire ad Alex di dissotterrare il corpo dell'Imperatore, ma viene fermata dal collega di Alex, il professor Roger Wilson, che in realtà stava complottando per resuscitarlo. Dopo varie peripezie il gruppo sconfigge l'Imperatore uccidendolo definitivamente e Lin ed Alex innamoratisi l'uno dell'altra si fidanzano.

### Zi Yuan
Zi Yuan, interpretata da Michelle Yeoh, è una strega alla quale l'imperatore si rivolge per ottenere vita eterna. Si innamora del generale Ming Guo e dall'unione dei due nasce la figlia Lin. Dopo aver conferito all'Imperatore l'immortalità, quest'ultimo fa uccidere il generale e pugnala la donna, rifiutatasi di divenire la sua regina. Zi Yuan maledice quindi l'imperatore ed il suo esercito trasformandoli in statue di terracotta. Viene recuperata da uno Yeti, che la porta a Shangri-La, dove diviene immortale e dà alla luce la figlia Lin. Per i successivi 2000 anni le due custodiscono i segreti dell'Imperatore fino a quando quest'ultimo non viene rianimato. L'Imperatore entra a Shangri-La, spezzando la maledizione, diventando completamente immortale e acquisendo maggiori poteri, e rapisce Lin. Zi Yuan lo insegue insieme agli O'Connell e sacrifica l'immortalità propria e di Lin per risvegliare un esercito di nemici non morti dell'Imperatore per combattere la nuova armata di terracotta di quest'ultimo. Combatte l'Imperatore che la ferisce a morte, ma fornisce in tempo a Lin e agli O'Connell un pugnale speciale per distruggere l'Imperatore.

### Ming Guo
Il generale Ming Guo, interpretato da Russell Wong, era il primo in comando dell'Imperatore e il suo fidato amico di cui tuttavia non apprezzava i metodi violenti. Viene mandato a trovare Zi Yuan, una strega che può garantire l'immortalità all'Imperatore, della quale si innamora però a prima vista. L'imperatore ordina a Ming Guo di non toccare Zi Yuan, ma i due iniziano comunque una relazione. Seppur l'Imperatore avesse promesso a Zi Yuan di darle ciò che desiderava quando la donna chiese di poter sposare Ming l'Imperatore finse di accettare la richiesta ma una volta ottenuta l'immortalità infranse la sua promessa e Ming Guo venne quindi giustiziato davanti agli occhi dell'amata, ma non prima che Zi Yuan maledica l'Imperatore, trasformando lui e il suo esercito in statue di terracotta. Ming Guo venne sepolto sotto la Grande Muraglia cinese. 2000 anni dopo, Ming Guo viene resuscitato da Zi Yuan per guidare un esercito di non morti costituito dai nemici dell'Imperatore sepolti sotto la muraglia con lui contro l'esercito di Terracotta dell'Imperatore anch'egli resuscitato e qui incontrati Rick ed Evelyn scopre che sono amici di Zi Yuan e si unisce a loro nella lotta. Anche se Zi Yuan viene uccisa per mano dell'imperatore, alla fine questi viene sconfitto e il suo esercito si sbriciola letteralmente. Vittorioso, Ming Guo e il suo esercito si trasferiscono in un aldilà presumibilmente felice, dove trascorrere l'eternità con Zi Yuan, ma non prima di vedere sua figlia per la prima e l'ultima volta.

### Generale Yang
Il generale Yang, interpretato da Anthony Wong, è il comandante di un gruppo di militari cinesi. Organizza il risveglio dell'Imperatore volendo riportare la Cina al suo antico splendore ed esserne il generale per guidare il suo padrone nella sua conquista. L'Imperatore accetta la proposta di Yang e lo nomina suo generale e lo segue a Shangri-La con la sua assistente Choi. Muore con Choi, della quale infine si rivela innamorato.

### Roger Wilson
Il professor Roger Wilson, interpretato da David Calder, è sostenitore di Alex nella sua spedizione nella tomba dell'Imperatore Dragone, ma si rivela poi segretamente in combutta con il Generale Yang, che desidera resuscitare l'Imperatore. Dopo aver ritrovato il corpo del sovrano e averlo collocato in un museo a Shanghai, Wilson fa in modo che Rick e Evelyn O'Connell vi portino l'occhio di Shangri-La, che viene usato per resuscitare l'Imperatore. Wilson sale sul carro dell'Imperatore appena risorto, in modo da allearsi a lui, ma per tutta risposta il sovrano lo uccide tagliandogli la testa con le dita incandescenti.

### Maguire
Maguire, interpretato da Liam Cunningham, è un pilota alcolizzato e vecchio amico di Rick O'Connell. Aiuta gli O'Connell a recarsi in Tibet nel loro viaggio verso Shangri-La. Ritorna alla fine del film per salvare gli O'Connell.

### Choi
Choi, interpretata da Jessey Meng, è l'assistente del generale Yang. Accompagna Yang a Shanghai quando gli O'Connell portano l'Occhio di Shangri-La al museo per risvegliare l'imperatore, dove, dopo una lotta con Evelyn, aiuta il generale Yang a far rivivere l'imperatore Dragone. Muore insieme al generale Yang, del quale si rivela innamorata, schiacciati da degli ingranaggi di legno.